# Exocentrus subunicolor
Exocentrus subunicolor là một loài bọ cánh cứng trong họ Cerambycidae.